# Малащенков, Артём Сергеевич
Артём Сергеевич Малащенков (род. 16 марта 1980, Смоленск) — сенатор Российской Федерации, член Комитета Совета Федерации по науке, образованию и культуре (с 2023).

## Биография
Биография
Детство и юность
Родился 16 марта 1980 года в Смоленске. В семье потомственных железнодорожников. Как отмечал сам Артем Малащенков, суммарный стаж работы семьи на смоленской железной дороге 200 лет. Окончил МБОУ СОШ № 24. С детства интересовался наукой, спортом и техникой. По сей день три эти составляющие занимают важную часть жизни.
Учёба и работа
В 2003 году окончил Московский энергетический институт. Интересный факт, который не скрывает Артем Малащенков, что во время учебы приходилось подрабатывать и гардеробщиком и слесарем-сантехником. После окончания института работал инженером-конструктором на крупном смоленском предприятии ОАО «Измеритель». За годы работы на заводе организовал производство оптико-электронных приборов для нужд Министерства обороны. Попробовал себя в сфере жилищно-коммунального хозяйства (директор МУЭП «Печерское»). Затем вернулся в инженерию, став заместителем генерального директора по инновациям ОАО «Научно-исследовательский институт машиностроения». В том числе занимался разработками для оборонно-промышленного комплекса.
Общественная деятельность
С 2005 года Артем Малащенков всерьез увлекся общественно-политической деятельностью. Стал членом молодежного крыла партии «Единая Россия» «Молодой Гвардии». Он участвовал в социально значимых общественных проектах в Смоленской области. Стоит отметить, что выпускники «Молодой Гвардии Единой России» тех лет сегодня занимают руководящие должности — от заместителя губернатора до депутатов Государственной Думы как, например, Артём Туров.
Политическая деятельность
В 2008 году Артем Малащенков впервые избирается депутатом Смоленской областной Думы четвертого созыва, затем пятого и шестого созывов, до 2023 года. За 15 лет работы законодателем стал соавтором ряда законопроектов, направленных на повышение условий и уровня жизни жителей региона. Все эти годы его жизнь была неразрывно связана со Смоленским районом Смоленской области и его жителями.
В 2020 году назначен руководителем Регионального исполнительного комитета Смоленского регионального отделения Всероссийской политической партии «Единая Россия». Он занимал эту должность до 29 сентября 2023 года, до наделения полномочиями члена Совета Федерации, представителя от Смоленской областной Думы.
Пандемия коронавируса
В 2020 году весь мир борется с пандемией коронавируса. Партия «Единая Россия» одна из первых реагирует на новый вызов. В Смоленской области Артем Малащенков стоял у истоков открытия Волонтерского центра «Единой России». Молодогвардейцы, единороссы, волонтеры доставляли продукты питания и медикаменты пожилым смолянам на самоизоляции, развозили врачей на личных автомобилях и передавали медикам горячее питание.
Семья
Женат, воспитывает двоих дочерей Ульяну и Анну.
Увлечения
Артем Малащенков много лет занимался пауэрлифтингом. Имеет статус Мастера спорта по силовому троеборью. Несколько лет возглавлял Федерацию пауэрлифтинга Смоленской области.
Посещает выставки охотничьих собак вместе со своим питомцем. В свободное от работы время увлекается рыбалкой и спортом.
Награды
Объявлена Благодарность Президента Российской Федерации за активное участие в подготовке и проведении общественно значимых мероприятий (Распоряжение Президента Российской Федерации от 11 октября 2022 года № 328-рп);
Почетная грамота «За широкую волонтерскую деятельность на территории Донецкой Народной Республики, а также за гуманитарную помощь, оказанную ее жителям» от Главы ДНР Дениса Пушилина;
Благодарности от командиров воинских частей.